# Historia de Kenia

## Prehistoria
Después de los fósiles encontrados en África Oriental, se sabe que los primeros protohumanos habitaron la región hace más de veinte millones de años. Otros descubrimientos indican que los hominidos como el Homo habilis y el Homo erectus vivieron en Kenia hace 2,6 millones de años.
Los pueblos de África del Norte, que hablaban la lengua cushitica, llegaron a la región conocida ahora con el nombre de Kenia en los alrededores del 2000 a. C. Los primeros comerciantes árabes comenzaron a frecuentar las costas de Kenia hacia el siglo I a. C. La proximidad de la península arábiga fue propicia para la colonización, y las colonias árabes y persas aparecieron a lo largo de las costas antes del siglo VIII. Durante el I milenio, los pueblos nilóticos y bantús migraron a la región, y estos últimos forman ahora las tres cuartas partes de la población de Kenia.

## Antigüedad y Edad Media
Los comerciantes árabes empezaron a frecuentar la costa de Kenia hacia el siglo I d. C. La proximidad de Kenia a la costa de la península arábiga favoreció la fundación de asentamientos permanentes. Entre el siglo I y V, algunos mercaderes griegos de Egipto participaron en el comercio con Kenia. Hacia el 500 d. C., algunos comerciantes procedentes del Golfo Pérsico, el sur de India e Indonesia, empezaron a comerciar con África oriental. Este comercio llevó al establecimiento de enclaves comerciales. Con el tiempo esos enclaves, llegaron a ser ciudades estado perso-árabes a lo largo de la costa. Hacia el siglo VIII, estas ciudades estaban regidas por gobiernantes que se habían convertido al islam. Los comerciantes musulmanes tenían pocos incentivos para penetrar mucho más allá de la costa en el continente africano, ya que los bienes en los que estaban interesados como el oro procedente de las minas de Zimbabue, el marfil, los esclavos, los caparazones de tortuga,y los cuernos de rinoceronte eran recogidos por parte de la población local del interior, y era vendido a comerciantes de la costa, en mercados estacionales.
En la costa el swahili, una lengua bantú con una importante influencia del árabe se convirtió en una lingua franca para el comercio entre pueblos que hablaban lenguas diversas. La "cultura swahili" se desarrolló en pequeñas ciudades, como Pate, Malindi o Mombasa. El impacto del comercio con árabes y persas, así como de otros inmigrantes sobre la cultura suajili sigue siendo un asunto discutido. Durante la Edad Media,

the East African Swahili coast [including Zanzibar] was a wealthy and advanced region, which consisted of many autonomous merchant cities. Wealth flowed into the cities via the Africans' roles as intermediaries and facilitators of Indian, Persian, Arab, Indonesian, Malaysian, African, and Chinese merchants. All of these peoples enriched the Swahili culture to some degree. The Swahili culture developed its own written language; the language incorporated elements from different civilizations, with Arabic as its strongest quality. Some Arab settlers were rich merchants who, because of their wealth, gained power--sometimes as rulers of coastal cities.

## Colonización europea

### Contactos con los europeos
Por las necesidades de comercio entre estos diferentes pueblos se desarrolló la cultura Suajili, mestizaje entre la cultura árabe y africana. La llegada de los portugueses en el siglo XVI puso en entredicho la predominancia árabe en la costa, eclipsada por la de Omán en 1698. En cuanto al Reino Unido, este estableció una influencia durante el siglo XIX.

### Colonización alemana
La historia colonial de Kenia empieza con la creación de un protectorado alemán sobre las posesiones del sultán de Zanzíbar, después de la llegada de la Compañía Británica de África Oriental en 1888. Las rivalidades entre estos dos países terminaron cuando Alemania renunció a sus posesiones costeras en favor del Reino Unido en 1890.

### Colonización británica
El gobierno británico estableció en 1875 el África Oriental Británica, y en 1902 permitió a los colonos blancos acceder a las altas llanuras fértiles. Estos colonos tenían una influencia dentro del gobierno incluso antes de que fuera oficialmente declarada colonia de la Corona en 1910, pero los africanos fueron excluidos de la participación política directa hasta 1924.
Siguiendo el modelo de Sudáfrica, en 1915 la administración colonial británica impuso la obligación a todos los negros mayores de quince años de edad de llevar un certificado permanente en el cuello que probara su identidad y su empleo. En 1920, el gobernador elevó el impuesto per cápita para obligar a los kikuyu a unirse a los colonos como trabajadores agrícolas y así poder pagar. Sin embargo, cuando en 1921 los colonos redujeron los salarios de los trabajadores indígenas en un tercio, estallaron manifestaciones y huelgas. El 16 de marzo, 57 manifestantes fueron asesinados a tiros y los líderes de las asociaciones nacionalistas fueron detenidos y deportados.

## Historia reciente

### Antecedentes de la independencia
De octubre de 1952 a diciembre de 1959, la rebelión Mau Mau combatió la ley colonial británica. Los responsables británicos dejaron entonces participar en las primeras elecciones directas para los africanos en el consejo legislativo tuvieron lugar en 1957. [cita requerida]La guerra terminó con 100.000 muertos en el lado africano y 320.000 detenidos en campos, más de mil de los cuales fueron ejecutados y miles más torturados.
En 2011, tras décadas de espera, se desclasificaron miles de documentos secretos del Ministerio de Asuntos Exteriores británico. Muestran que los rebeldes fueron sistemáticamente torturados y sometidos a las prácticas más brutales, los hombres fueron castrados y se les introdujo arena en el ano, las mujeres fueron violadas. Los registros del Ministerio de Asuntos Exteriores revelan además que no fue una iniciativa de los soldados o de los administradores coloniales, sino una política orquestada desde Londres.Los documentos, que estaban escondidos en los archivos del Foreign Office, revelan además que no se trató de las acciones individuales de soldados o administradores coloniales, sino de una política oficial orquestada desde Londres desde la época de Churchill.
Las autoridades británicas esperaban apoyarse en Kenyatta, para conservar su influencia sobre sus antiguas colonias apoyando a la Unión Nacional Africana de Kenia (KANU) de Jomo Kenyatta, quien toma prisioneros bajo la ley marcial, quien tomó el gobierno poco después de la independencia del país el 12 de diciembre de 1963. Un año más tarde Kenyatta se convierte en jefe de Estado. En su primer año de Gobierno impulsó en el Parlamento una enmienda constitucional que convertía a Kenia en un Estado de partido único, recurriendo para ello a medidas represivas, que incluía la tortura y las detenciones arbitrarias de oponentes.Kenyatta Introduce un régimen de partido único, prohibiendo todos los demás partidos. Llevó adelante una política autoritaria y clientelista para asegurar la unidad nacional. Sin embargo, según el historiador británico John Lonsdale, Kenyatta perpetúa la herencia colonial que «instituye un Estado y no una nación». Su poder reposa sobre «un feudalismo étnico [...] con su contrato desigual de vasallaje»
Kenyatta mantuvo a muchos de los antiguos funcionarios coloniales británicos en sus puestos. En 1963 con la ayuda de las tropas británicas sofoca las revueltas en el nordeste y una rebelión militar en Nairobi en enero de 1964. Las tropas británicas permanecieron en el país tras la independencia con la finalidad de sostener al gobierno de Kenyatta y sofocar cualquier posible protesta.
Kenyatta fue reelegido en elecciones fraudulentas 1966 y al año siguiente adquirió nuevos poderes. Durante este nuevo mandato, se agravaron los conflictos fronterizos con Somalia tras varias incursiones keniatas a la zona minera de Somalia y aumentó la oposición política. Sus fuerzas de seguridad persiguieron a los disidentes y fueron acusadas de varios asesinatos de miembros de la oposición.

### Kenia independiente
En 1964 el partido minoritario, la Unión Democrática Africana de Kenia (KADU) En 1966 se creó la Unión Popular de Kenia (KPU), partido izquierdista pequeño pero que jugó un gran papel. Fue dirigido por Jaramogi Oginga Odinga, exvicepresidente y sabio Luo. Después de una serie de protestas Kenyatta a la provincia de Nyanza, se prohibió el KPU y su jefe fue encarcelado.  La tensión entre las distintas etnias ha sido una de las principales fuentes de conflictos en el país. A comienzos de los años 1990, disturbios interétnicos provocaron la muerte de miles de personas y dejaron a decenas de miles sin hogar. Fue precisamente esta división étnica la que permitió al antiguo presidente Daniel Arap Moi, en el poder de 1978 a 2002, mantenerse gobernando durante cuatro mandatos consecutivos.
El régimen puso fin inmediatamente a las esperanzas de los independentistas de redistribuir las tierras: las tierras fueron compradas a los colonos que querían irse y vendida a los kenianos que podían permitírsela, se otorgaron privilegios para el capital británico, Kenyatta dice: "No dejaremos que los gángsters gobiernen Kenia, el Mau Mau Mau era una enfermedad que ha sido erradicada y que debemos olvidar para siempre". Testigo de esta orientación, el periódico conservador británico The Economist le dedicó en 1965 un artículo elogioso titulado "Nuestro hombre en Kenia".En diciembre de 1963, el Reino Unido firmó acuerdos militares en los que se reconocía su derecho a utilizar Kenia como base militar para posibles operaciones en la región.
Kenyatta Introduce un régimen de partido único. El presidente practica una política autoritaria y clientelista para asegurar la unidad nacional. Sin embargo, según el historiador británico John Lonsdale, Kenyatta perpetúa la herencia colonial que «instituye un Estado y no una nación». Su poder reposa sobre «un feudalismo étnico [...] con su contrato desigual de vasallaje»En noviembre de 1963, el Kenyatta introdujo una ley que convertía en delito faltarle el respeto al primer ministro, siendo el exilio el castigo mediante esta ley cientos de personas fueron arrebatadas, los periódicos clausurados y la radio sometida a una estricta censura. El culto a personalidad a Kenyatta se convirtió en un aspecto central de la creación del nuevo Estado En diciembre, la avenida Delamere de Nairobi pasó a llamarse avenida Kenyatta, y se erigió una estatua de bronce de él junto a la Asamblea Nacional del país.  Fotografías de Kenyatta se exhibieron ampliamente en los escaparates de las tiendas, y su rostro también fue impreso en la nueva moneda. Con el objetivo de asegurarse el poder absoluto promovió una enmienda de mayo de 1966 le dio al presidente la capacidad de ordenar la detención de individuos sin juicio si pensaba que la seguridad del estado estaba amenazada.
Después de la muerte de Kenyatta el 22 de agosto de 1978, el vicepresidente Daniel Arap Moi fue nombrado presidente provisional, posteriormente presidente oficial el 14 de octubre tras haber sido elegido como el jefe de la KANU y ser designado como su único candidato. En junio de 1982 la Asamblea nacional inscribió en la Constitución el partido único, El régimen de Moi se consideró dictatorial, especialmente Kenia era un estado de partido único. Organizaciones de derechos humanos como Amnistía Internacional, así como una investigación especial de las Naciones Unidas, acusaron a Moi de abusos contra los derechos humanos durante su presidencia. Las investigaciones realizadas tras el fin de su presidencia hallaron pruebas de que Moi y sus hijos habían participado en importantes actos de corrupción, incluido el escándalo Goldenberg de la década de 1990.Los informes sobre corrupción y abusos de derechos humanos de la reportera británica Mary Anne Fitzgerald, de 1987 a 1988, resultaron en su denigración por parte del gobierno y su posterior deportación, la violencia sufrida por la periodista y las pruebas de abusos en la cárcel y torturas a las que fue sometida crearon conmoción en occidente, presionando para la democratización de Kenia en la década de 1990 y en los encubrimientos posteriores, donde el gobierno keniano subvencionó las exportaciones de oro por un monto muy superior a los ingresos en divisas de los exportadores. En este caso, el oro se contrabandeó desde el Congo , ya que Kenia posee reservas de oro insignificantes. El escándalo Goldenberg le costó a Kenia el equivalente a más del 10% del PIB anual del país dicho esquema involucraba a la mayoría de los miembros del Kanu.Moi, sus dos hijos, Philip y Gideon (posteriormente senador), y su hija, June, así como una serie de kenianos de alto rango, se vieron implicados. En un testimonio prestado a finales de julio de 2003, el Secretario Permanente del Tesoro, Joseph Magari relató que en 1991 Moi le ordenó pagar 34,5 millones de chelines kenianos (460.000 dólares) a Goldenberg cambio de contratos.

## Transición a la democracia
En 2001 tras presiones internacionales, y una fuerte crisis económica llevó a la transición pacífica del poder a Mwai Kibaki tras un acuerdo de que Moi no sería juzgado por los delitos cometidos durante su presidencia, en el año 2002 en diciembre por primera vez en su historia Kenia celebró elecciones libres que marcaron el hundimiento del Kanu. Moi intentó sin éxito hacer de Uhuru Kenyatta, hijo  su sucesor. Una coalición variada de partidos de la oposición ganó las elecciones, y su jefe, Mwai Kibaki, fue elegido Presidente con una gran mayoría.

### Actualidad
El tercer presidente de Kenia, Mwai Kibaki, gobernó desde 2002 hasta 2013. Después de su mandato, Kenia celebró sus primeras elecciones generales después de que se aprobara la nueva constitución en 2010. Uhuru Kenyatta ganó en un resultado electoral cuestionado, lo que dio lugar a una petición del líder de la oposición, Raila Odinga para que el sistema judicial revisara los resultados. La corte suprema confirmó los resultados de las elecciones y el presidente Kenyatta comenzó su mandato con William Ruto como vicepresidente. En 2017, Uhuru Kenyatta ganó un segundo mandato en otra elección disputada. Tras la derrota, Raila Odinga volvió a solicitar los resultados ante el Tribunal Supremo, acusando a la comisión electoral de mala gestión de las elecciones y a Uhuru Kenyatta y su partido de fraude. La Corte Suprema anuló los resultados de las elecciones en lo que se convirtió en un fallo histórico en África y uno de los pocos en el mundo en el que se anularon los resultados de las elecciones presidenciales. Este fallo consolidó la posición de la Corte Suprema como un órgano independiente.En consecuencia, Kenia tuvo una segunda ronda de elecciones para el cargo presidencial, en la que Uhuru resultó ganador después de que Raila se negara a participar, alegando irregularidades. El histórico apretón de manos en marzo de 2018 entre el presidente Uhuru Kenyatta y su antiguo oponente Raila Odinga significó la reconciliación seguida del crecimiento económico y una mayor estabilidad.
En las elecciones de 2022, William Ruto fue elegido nuevo presidente del país.